# Метъл-опера
Метъл-опера (или опера-метъл) е стил в метъл жанра на рок музиката.
Характеризира се с оперните вокали и хоралните партии. Може и да се разглежда като надграждане на симфоничния метъл.
Стилът е сравнително нов и непопулярен, поради което в него се изявяват ограничен брой групи. Популярност, макар и слаба, този стил има само в Европа.
Сред основоположниците на този стил са групи като Paradise Lost, Haggard, Therion. Представители на този музикален стил са също групите Nightwish, Therion, Imperia, Avantasia и др.